# Вацлав Льомоз
Вацлав Льомоз (? — 1930) — чехословацький футболіст, правий нападник.

## Футбольна кар'єра
Виступав за «Вікторію Жижков» (1905—1907 і 1910—1916) та СК «Славія» (1907—1909). Дворазовий володар Кубка милосердя: 1908 року в складі резервної команди «Славія», 1916 року в складі «Вікторії Жижков» (тренер, що грає).
Від 5 по 27 вересня 1909 року на запрошення Івана Боберського Льомоз тренував спортовців львівської команди УСК І. Завдяки йому команда вдосконалила тактику так, що могла забивати голи провідним польським і єврейським клубам міста.